# ألان جيمس (شاعر)
ألان جيمس (بالإنجليزية: Alan James)‏ هو شاعر جنوب أفريقي، ولد في 1947.